# Musica e religione
La correlazione fra musica e religione è dovuta alla fortissima valenza simbolica attribuita, da sempre, al suono.
In questo modo la musica trova spazio nei riti di tutte le religioni: suoni e parole metterebbero in contatto immanente con trascendente.

## Storia
Nelle civiltà preistoriche il suono dei tamburi era molto di più di un semplice mezzo di comunicazione, esso si trasformava in mera forma di preghiera simboleggiando lo spirito “che si perde” nell'immenso, spesso lo spirito/musica era accompagnato da danze in onore delle divinità in cui la bellezza era simboleggiata dal movimento.
Fin dall'antichità musica e religione rappresentano quindi un binomio inscindibile, in modo particolare nell’antica civiltà cinese la musica era l'unica arte capace di educare i giovani alla spiritualità, misticismo e musica erano considerati sinonimi, e proprio nella musica stava il segreto del perfetto equilibrio cosmologico tra cielo, terra e mare.
Tutto questo spiega il perché della tipica lentezza esecutiva della musica della Cina antica in cui ogni suono ha un ruolo nel tempo e nello spazio, non esiste fraseologia musicale, ma concatenazioni di suoni indipendenti su cui fermarsi a meditare.
La musica greca antica era "la cura dell'anima", ogni particolare "tonalità" musicale era in grado, secondo le teorie del tempo, di scaturire una particolare "suggestione psichica".
In questa teoria denominata dell'ethos (energia "che affascina") ogni suggestione 
creata dalla musica poteva recare miglioramento a determinate carenze dello spirito della mente e persino del corpo.
Anche la musica indiana, sia karnatica (del sud dell'India) che indostana (del nord dell'India) è considerata di derivazione divina, essa infatti deriverebbe direttamente dalla trimurti (Brahmā, Shiva e Visnù) la quale ne avrebbe insegnato regole e dettami ai musicisti ai quali a loro volta spetta il compito di intervenire sui nove sentimenti che, secondo la musica indiana,  l'essere umano è in grado di provare.

Il mantra fondamentale per l'induismo: "Oṃ"

Nascono in questo modo i raga ovvero combinazioni di stilemi melodici detti swara, ogni raga inoltre produce uno swaroopam ovvero una “suggestione psichica” particolare con influenze specifiche all'interno della natura umana.
Nell'Islam, tra il VI e il VII secolo, grande importanza ha avuto, e ha tuttora, il movimento esoterico spirituale del tasawuf o sufismo.
Questo movimento costituito su concetti filosofici che potremmo definire “dialogali”, vede nella musica e nella danza il mezzo più adeguato per l'incontro con Dio (dhikr). Attraverso l'ascolto (sama), si compie infatti un cammino tra gli equilibri del cosmo si suona e si danza guidati dal “sacerdote” chiamato shaykh.